# Divisione Nazionale 1939-1940 (rugby a 15)
La Divisione Nazionale 1939-40 fu il 12º campionato nazionale italiano di rugby a 15 di prima divisione.
Si tenne dal 19 novembre 1939 al 3 marzo 1940 tra 8 squadre, per la quarta edizione consecutiva si tenne a girone unico, e previde anche la retrocessione; nella fattispecie, l'ultima classificata retrocedette in serie B, mentre la penultima dovette spareggiare con la seconda classificata dalla Promozione, la seconda serie nazionale.
L'Amatori Milano, campione d'Italia, si guadagnò la sua prima stella avendo vinto in tale torneo il suo 10º scudetto.
Il Torino fu penalizzato altresì di un punto per rinuncia a una gara del campionato riserve.

## Squadre partecipanti
- Amatori Milano
- GUF Firenze
- GUF Milano
- GUF Napoli
- GUF Parma
- GUF Roma
- GUF Torino
- Torino

## Risultati
|      | 1ª/8ª giornata              |       |
| ---- | --------------------------- | ----- |
| 3-26 | GUF Napoli - Amatori Milano | 0-71  |
| 8-3  | Rugby Torino - GUF Parma    | 0-3   |
| 8-0  | GUF Milano - GUF Torino     | 14-13 |
| 6-13 | GUF Roma - GUF Firenze      | 3-15  |
|      |                             |       |
|      | 4ª/11ª giornata             |       |
| 40-3 | Amatori Milano - GUF Roma   | 18-3  |
| 3-0  | Rugby Torino - GUF Firenze  | 13-11 |
| 0-13 | GUF Napoli - GUF Torino     | 0-12  |
| 3-14 | GUF Parma - GUF Milano      | 0-3   |
|      |                             |       |
|      | 7ª/14ª giornata             |       |
| 12-0 | GUF Milano - GUF Roma       | 3-3   |
| 49-0 | Amatori Milano - GUF Parma  | 15-0  |
| 0-0  | GUF Napoli - Rugby Torino   | 3-12  |
| 20-0 | GUF Torino - GUF Firenze    | 8-22  |

|      | 2ª/9ª giornata                |      |
| ---- | ----------------------------- | ---- |
| 28-4 | Amatori Milano - Rugby Torino | 20-3 |
| 11-5 | GUF Torino - GUF Roma         | 3-4  |
| 15-6 | GUF Parma - GUF Napoli        | 0-3  |
| 0-25 | GUF Firenze - GUF Milano      | 3-42 |
|      |                               |      |
|      | 5ª/12ª giornata               |      |
| 0-3  | GUF Roma - GUF Parma          | 6-0  |
| 0-0  | GUF Firenze - GUF Napoli      | 3-3  |
| 17-5 | Amatori Milano - GUF Torino   | 13-9 |
| 6-0  | GUF Milano - Rugby Torino     | 6-11 |

|      | 3ª/10ª giornata              |      |
| ---- | ---------------------------- | ---- |
| 3-20 | GUF Firenze - Amatori Milano | 0-51 |
| 3-6  | GUF Roma - Rugby Torino      | 0-0  |
| 23-0 | GUF Milano - GUF Napoli      | 15-0 |
| 13-0 | GUF Torino - GUF Parma       | 0-0  |
|      |                              |      |
|      | 6ª/13ª giornata              |      |
| 0-3  | GUF Napoli - GUF Roma        | 4-10 |
| 6-0  | GUF Parma - GUF Firenze      | 0-18 |
| 17-9 | GUF Torino - Rugby Torino    | 3-11 |
| 15-8 | Amatori Milano - GUF Milano  | 3-3  |

### Spareggio salvezza - retrocessione
| Milano 21 aprile 1940 | GUF Parma | 9 – 3 | GIL Varese |  |

## Classifica
| Pos | Squadra        | G  | V  | N | P  | PF  | PS  | DP   | Pt |
| --- | -------------- | -- | -- | - | -- | --- | --- | ---- | -- |
| 1   | Amatori Milano | 14 | 13 | 1 | 0  | 386 | 41  | +345 | 27 |
| 2   | GUF Milano     | 14 | 10 | 2 | 2  | 182 | 51  | +131 | 22 |
| 3   | Torino         | 14 | 7  | 2 | 5  | 76  | 99  | −23  | 15 |
| 4   | GUF Torino     | 14 | 6  | 1 | 7  | 127 | 103 | +24  | 13 |
| 5   | GUF Roma       | 14 | 4  | 2 | 8  | 46  | 128 | −82  | 10 |
| 6   | GUF Firenze    | 14 | 4  | 2 | 8  | 88  | 200 | −112 | 10 |
| 7   | GUF Parma      | 14 | 4  | 1 | 9  | 33  | 135 | −102 | 9  |
| 8   | GUF Napoli     | 14 | 1  | 3 | 10 | 22  | 203 | −181 | 5  |

## Verdetti
- Amatori Milano: campione d'Italia.
- CUS Napoli: retrocesso in Promozione.